# Campeonato Argentino de Futebol de 1908

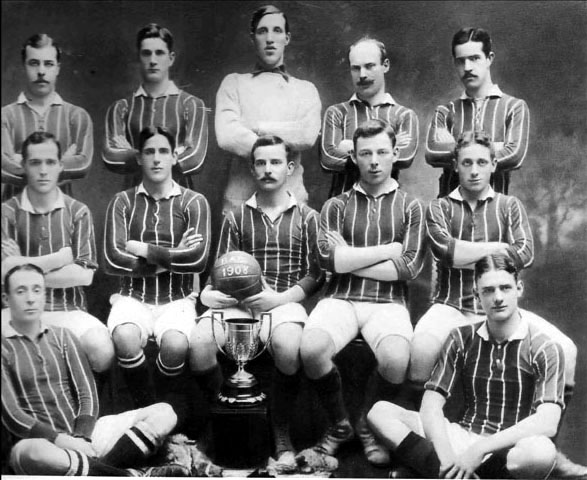
Belgrano A.C.

O Campeonato Argentino de Futebol de 1908, originalmente denominado Copa Campeonato 1908, foi organizado pela Argentine Association Football League. O certame foi disputado entre 24 de junho e 11 de outubro. O Belgrano Athletic conquistou o seu terceiro título de campeão argentino.

## Classificação final
| Pos | Equipes              | Pts | J  | V  | E | D  | GM | GS | SG  |
| --- | -------------------- | --- | -- | -- | - | -- | -- | -- | --- |
| 1.  | Belgrano Athletic    | 31  | 18 | 15 | 1 | 2  | 49 | 20 | +29 |
| 2.  | Alumni               | 27  | 18 | 13 | 1 | 4  | 74 | 18 | +56 |
| 3.  | Argentino de Quilmes | 25  | 18 | 12 | 1 | 5  | 44 | 26 | +18 |
| 4.  | San Isidro           | 23  | 18 | 11 | 1 | 6  | 36 | 26 | +10 |
| 5.  | Estudiantes (BA)     | 22  | 18 | 11 | 2 | 5  | 37 | 20 | +17 |
| 6.  | Quilmes              | 17  | 18 | 8  | 1 | 9  | 46 | 54 | -8  |
| 7.  | Porteño              | 13  | 18 | 6  | 1 | 11 | 23 | 41 | -18 |
| 8.  | Reformer             | 8   | 18 | 3  | 2 | 13 | 10 | 57 | -47 |
| 9.  | Lomas Athletic       | 7   | 18 | 3  | 1 | 14 | 19 | 50 | -31 |
| 10. | San Martín Athletic  | 3   | 18 | 2  | 1 | 15 | 16 | 42 | -26 |

## Premiação
| Campeonato Argentino de Futebol de 1907 |
| --------------------------------------- |
| Belgrano Athletic Campeão (3° título)   |

## Bibliografía
- Estévez, Diego (2010). 38 Campeones del fútbol argentino 1891-2010. [S.l.]: Ediciones Continente. ISBN 978-950-754-301-2